# 松島村 (山梨県)
松島村（まつしまむら）は山梨県中巨摩郡にあった村。現在の甲斐市南東部、中央本線竜王駅の北東一帯にあたる。

## 地理
- 河川：荒川

## 歴史
- 1875年（明治8年）1月 - 巨摩郡長塚村・大下条村・中下条村・島上条村・天狗沢村が合併して松島村となる。
- 1878年（明治11年）7月22日 - 郡区町村編制法の施行により、松島村が中巨摩郡の所属となる。
- 1889年（明治22年）7月1日 - 町村制の施行により、松島村が単独で自治体を形成。
- 1927年（昭和2年）4月1日 - 福岡村と合併して敷島村が発足。同日松島村廃止。
- 1946年（昭和21年）10月17日 - 敷島村が町制施行して敷島町となる。
- 1958年（昭和33年） - 敷島町のうち旧村域の一部（大字大下条・長塚の各一部）を竜王町に編入。

## 交通

### 鉄道路線
村域を日本国有鉄道中央本線が通過したが、駅は所在しなかった。竜王駅が至近に所在。